# Loto-Popo Football Club
Pour le club dont il est issu, voir ESAE Football Club.
Actualités
Le Loto-Popo Football Club, plus couramment abrégé en Loto-Popo FC, est un club béninois de football fondé en 2021 et basé dans la ville de Grand-Popo.

## Histoire
Le club est fondé en 2021, en reprenant l'équipe de l'ESAE FC, à la suite de réformes imposées par la ligue de football du Bénin. Le club universitaire devient le club de la Loterie nationale du Bénin et s'installe à Grand-Popo, il prend également la place de l'ESAE FC vainqueur de la Coupe du Bénin en 2019, en championnat.
Dès sa première saison en championnat du Bénin, le club remporte le titre de champion et se qualifie pour la Ligue des champions de la CAF 2021-2022, où il ne passera pas le premier tour, éliminé par les Mauritaniens du FC Nouadhibou. Eliminé aussi au premier tour en Coupe Caf 22-23

## Palmarès
| Compétitions nationales                                                     |
| --------------------------------------------------------------------------- |
| - Championnat du Bénin (1) : - Champion : 2020-21. - Vice Champion en 22-23 |